# Front Oriental (Sudan)
El Front Oriental fou un moviment militar format a l'est del Sudan per l'Aliança Nacional Democràtica, i més tard un moviment polític per defensar els interessos dels pobles de la regió oriental.
El 30 de juny de 1989 Omar al-Bashir va donar un cop d'estat i va assolir el poder. L'octubre de 1989 els partits democràtics van crear una aliança opositora que es va dir Aliança Nacional Democràtica, que des de 1991 o 1992 va començar a planejar la lluita armada. El Congrés dels Beges, el grup principal del poble beja, va decidir passar a la lluita armada el 1993 i va ingressar a l'organització el 1994. Es va iniciar lentament la lluita però l'activitat fou limitada; van rebre ajut d'Eritrea i va mantenir alguns grups armats al Front Oriental a la zona fronterera amb aquest estat. A finals del 1996 es va crear un Comandament Militar Conjunt de les forces de l'aliança i es va assignar al Congrés el nord de la part oriental del Sudan a la frontera amb Eritrea, amb centre a Hamishkoreib, sent conegut com a Front Oriental. L'ingrés posterior al Front Oriental del EPAS, va reforçar aquest front.
La lluita va seguir fins al 2005 amb la pau de Nairobi o Naivasha coneguda com a Comprehensive Peace Agreement (CPA). El EPAS es va haver de retirar conforme a l'acord de pau i el Congrés dels Beges va quedar gairebé sol en la lluita. El 29 de gener de 2005 el Congrés dels Beges i els Lleons Lliures Rashaida (que lluitaven també a la regió oriental) van decidir aliar-se, i el març van formar el nou Front Oriental. Després s'hi va unir el Moviment de la Justícia i la Igualtat, un moviment del Darfur però no nacionalista sinó amb una política per tot el Sudan (suport principalment polític, ja que les seves forces militars eren a l'oest). Des del CPA la lluita va seguir durant 18 mesos fins a les negociacions de pau. L'anomenat Eastern Sudan Peace Agreement fou signat el 14 d'octubre de 2006 a Asmara, Eritrea i va posar fi a la guerra.

## Bandera
El Front oriental utilitza els colors de l'antiga bandera sudanesa (anterior a 1969) amb un triangle isòsceles vermell a la part del pal que té la base a la part superior de la bandera junt al pal i el vèrtex a la inferior també junt al pal.